# عبد القادر الرسام
عبدُ القادِر الرَسام (1882 - 1952) هو رسّام عراقي ولد في بغداد. درس الفن إلى جانب العِلوم العَسكرية في إسطنبول، وتَتَلمذَ على يد أساتذة الفن هُناك وتأثر بأساليبهم التقليدية المُستمدة أصولِها من الحَركة الواقعية الأوروبية. اشتهر برسم المَناظر الطبيعية والشُخوص بحَساسية بالِغة مُعتمدًا الظل والضَوء فكان الوَقت والزَمن واضِحًا في أعمالِه. لَم يَنفك الرَسام عَن الرسم حتى أيامهُ الأخيرة، كانَ لَهُ الفَضل في تَعريف الجُمهور العِراقي بالفَن الأوروبي.

## سيرة

### خَلفية
لا يُعرف سِوى الَقليل عن حياتهُ المُبكرة والمِهَنية. وإن الذينَ تَناولوا حياة الفَنان عبدُ القادِر الرَسام تَطرقوا اليه بِشكل مُقتضب، وذلِكَ لشحة المَصادر، وكل مٌعاصريه توفوا، فظلت تِلكَ المَعلومات طي النِسيان. وعِندما قام الباحث والمؤرخ الميساني جبار الجويبراوي بإعداد دراسة عن تاريخ التَعليم في مَدينة العِمارة 1917-1958 عَثرَ عليه في سِجل أسماء المُعلمين في مَدرسة قلعة صالح عام 1916.

## حياة
ولد عبد القادر عبد الرحمن في بغداد عام 1882. امتدت حياة الرسام على فَترتين مُختلفتين في التاريخ العراقي (ولد في العَهد العثماني وتوفي في العَهد الملكي). كان أول رسام مَعروف في العراق الحديث وقائد الحَركة الواقعية في العِراق.
تخرجَ منَ الكُلية العَسكرية في إسطنبول برتبة ضابِط عام 1904م، هناك كان الرسم جزءًا منَ المَناهج الدِراسية. تعرف الرسام على النَمط الأوروبي التَقليدي وتعلم الرسم بطريقة أولية مَع فَنانين عراقيين معاصرين، أمثال محمد صالح زكي و محمد حجي سليم (والد النَحات والرَسام الكبير جواد سَليم)؛ جَميعهُم درسوا أيضا في الكُلية العَسكرية، كانت هذه المَجموعة من الفَنانين العِراقيين من الجيل الأول للرسم على الطِراز الأوروبي. أصبَحت هذه المجموعة مَعروفة باسم الفنانين العُثمانيين.
عُينَ الرسام ضابِطاً في الجَيش التركي على قضاء قلعة صالح في مدينة العمارة، هُناك أقام عِلاقة طيبة مع أهل القلعة وتزوج فتاة من تلك الَمنطقة. وعِندما احتلت القوات الإنكليزية القضاء في 2 حزيران 1915م انهزمت القوات التركية أمام زحف الجيش الإنكليزي، وعلى اثر ذلك اختفى الرسام فترة من الزمن ثم فتح له محلا لرسم الصور الشخصية في القضاء بعد حين، وظل على تلك الحال إلى عام 1916م. عندما زار مدير معارف ولاية البصرة (جون فان ايس) قلعة صالح الذي كان غايته فتح مدرسة في قضاء القلعة وتوفير ثلاثة مُعلمين على أقل تقدير على أن يكونوا من العرب أولاً ومن المسلمين ثانياً، تقدم عبد القادر للاختبار ووافق مدير المعارف على تعيينه معلما في مدرسة قلعة صالح التي فتحت أبوابها في حزيران عام 1916م، فاختص بتدريس مواد الرسم والجغرافية والتاريخ. ظل عبد القادر عبد الرحمن مُعلمًا في قَلعة صالح حتى آب 1939م حيث طلب النقل إلى مدينة العِمارة فنُقِلَ ونَقَلَ معهُ ابنته الوحيدة (فَريحة) التي نَجحت إلى الصف الخامس الابتدائي في مدرسة قلعة صالِح للبنات.
بقي المعلم عبد القادر سنة واحدة في مركز مَدينة العمارة ثم طلب الإحالة على التقاعد عام 1940م بعد أن أمضى 23 سنة في سلك التعليم. في نفس الوقت نجحت فريحة ابنته من الخامس الابتدائي من المدرسة المركزية للبنات في العمارة وقبلت في دار المعلمات الأولية في بغداد، وعلى إثر ذلك انتقل عبد القادر وأسرته إلى بغداد، وهناك اختار محلًا صغيرًا لرسم الصور الشخصية وعرض مجموعة من رسوماته التي نفذها في قلعة صالح والعمارة فنالت استحسان السياح والأجانب وصار الإقبال عليه شديدا، ثم بدأ برسم البيوت البغدادية والآثار الحضارية إذ تطور رسمه واختص برسم الجداريات الكبيرة وخاصة في سينما رويال التي زين جِدارها وعَمَل فيها رسامًا لعمل مانشيتات الأفلام السينمائية.

## الأسلوب
كان في الأساس رسامًا للمناظر الطبيعية، ورسم بأسلوب الواقعية العَديد من المناظر الطبيعية في العِراق، خاصة المَناطِق المُحيطة بنَهري دِجلة والفُرات ، ُمستخدمًا التظليل والتكوين لاقِتراح الفَترات الزمنية. كانَ رسامًا غزيرًا للزيوت، ومعظم أعماله الآن في أيدي القطاع الخاص. مَجموعة صغيرة من أعماله معلقة في في المُتحف الوَطني للفَن الحَديث في بَغداد، ولكن تم نهب العَديد من هذه الأعمال في عام 2003. كما كان أول فنان عراقي حَديث يرسم جِدارية في مبنى عام - عِندَ مَدخل سينما رويال في بغداد.
إلى جانِب الفَنانين محمد حجي سليم (والد النَحات والرَسام الكبير جواد سَليم)، عاصم حافظ، ومحمد صالح زكي، شكلَ جُزءًا من مَجموعة صَغيرة منَ الفَنانين العِراقيين لتولي الرَسم على النَمط الأوروبي. أصبَحت هذهِ المَجموعة من الرسامين تُعرف بالفنانين العُثمانيين وكانت مسؤولة إلى حد كبير عن إثارة اهتمام سُكان العراق بالفن الغربي، والذي بدوره ألهم الجيل القادم من الفنانين العِراقيين الحديثين. بدأ العديد من الفنانين العِراقيين المُعاصرين حَياتهم المِهنية من خِلال أخذ دروس مع مَجموعة الفنانين العُثمانيين. كان عبدُ القادِر الرَسام أول فنان مَحلي يُقدم دروس الرَسم في الاستوديو الخاص به، وبدأ العديد من الرسامين العِراقيين الحِديثين حياتهم المهنية بالدراسة معه. أصبح شخصية بارزة بين الجيل الأول من الفَنانين العِراقيين الحَديثين وكان أحد الأعضاء المؤسسين لجمعية أصدقاء الفَن وعرض أعماله في أول مَعرض لها عام 1941 وشارك في بقية معارضها.

## الأعمال
أغلب أعماله مَوجودة ضِمنَ مُقتَنيات خاصة حَولَ العالم، مَجموعة من أعماله مَوجودة في المُتحف الوَطني للفَن الحَديث في بَغداد والمُتحف العَربي للفَن الحَديث في الدَوحة.

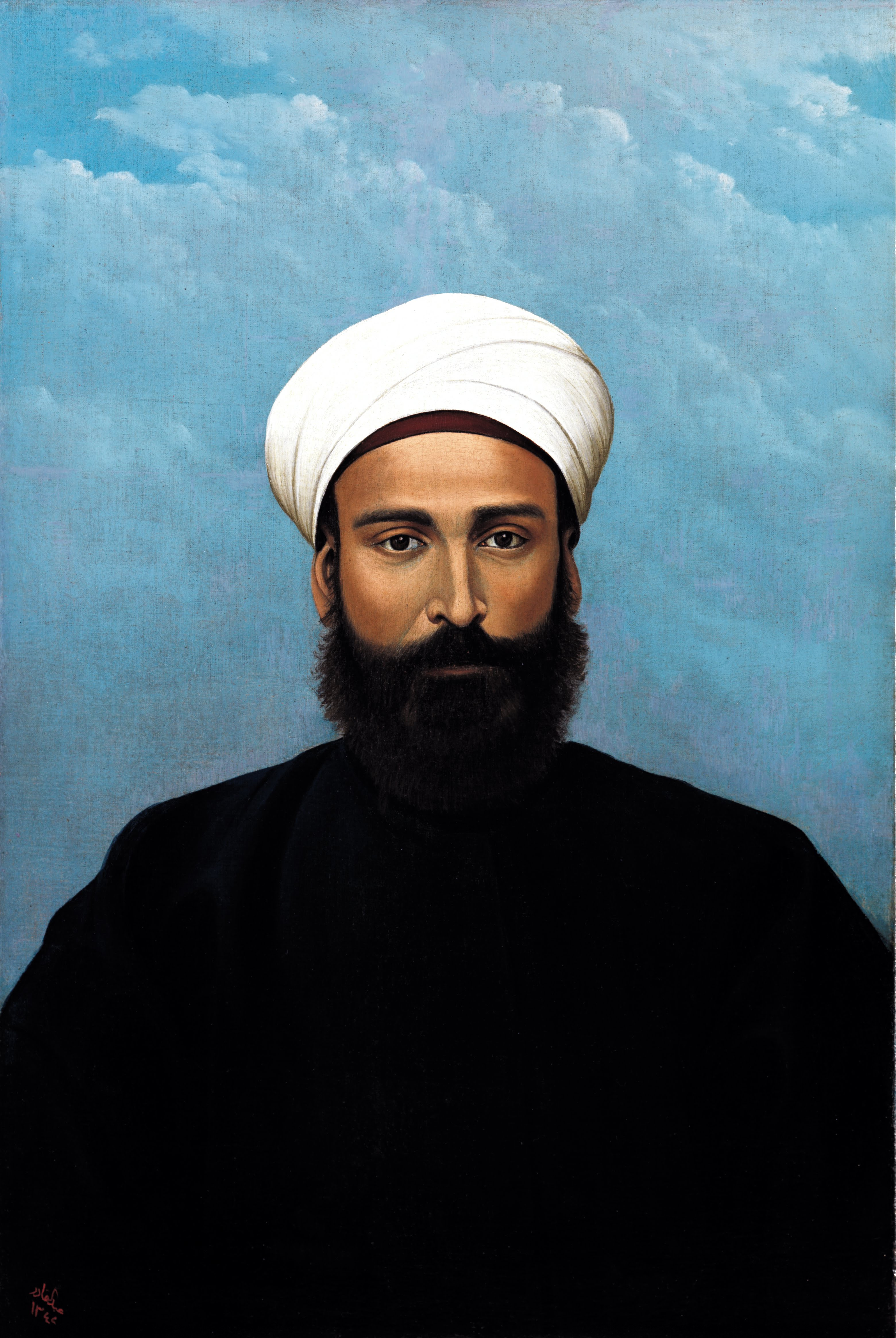
بورتريه محمد درويش الآلوسي، 1924. المتحف العربي للفن الحديث.
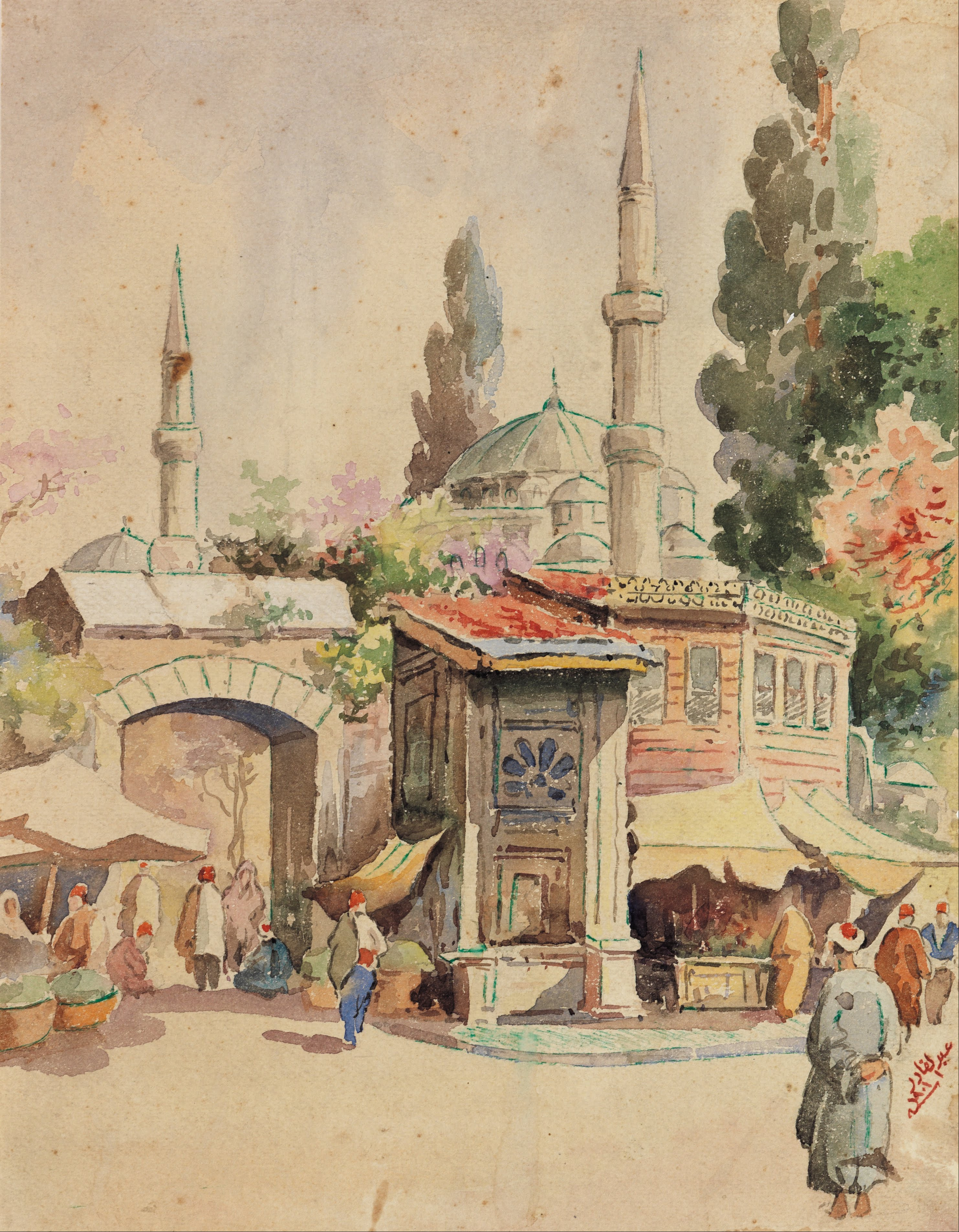
بدون عنوان، 1901. المتحف العربي للفن الحديث.
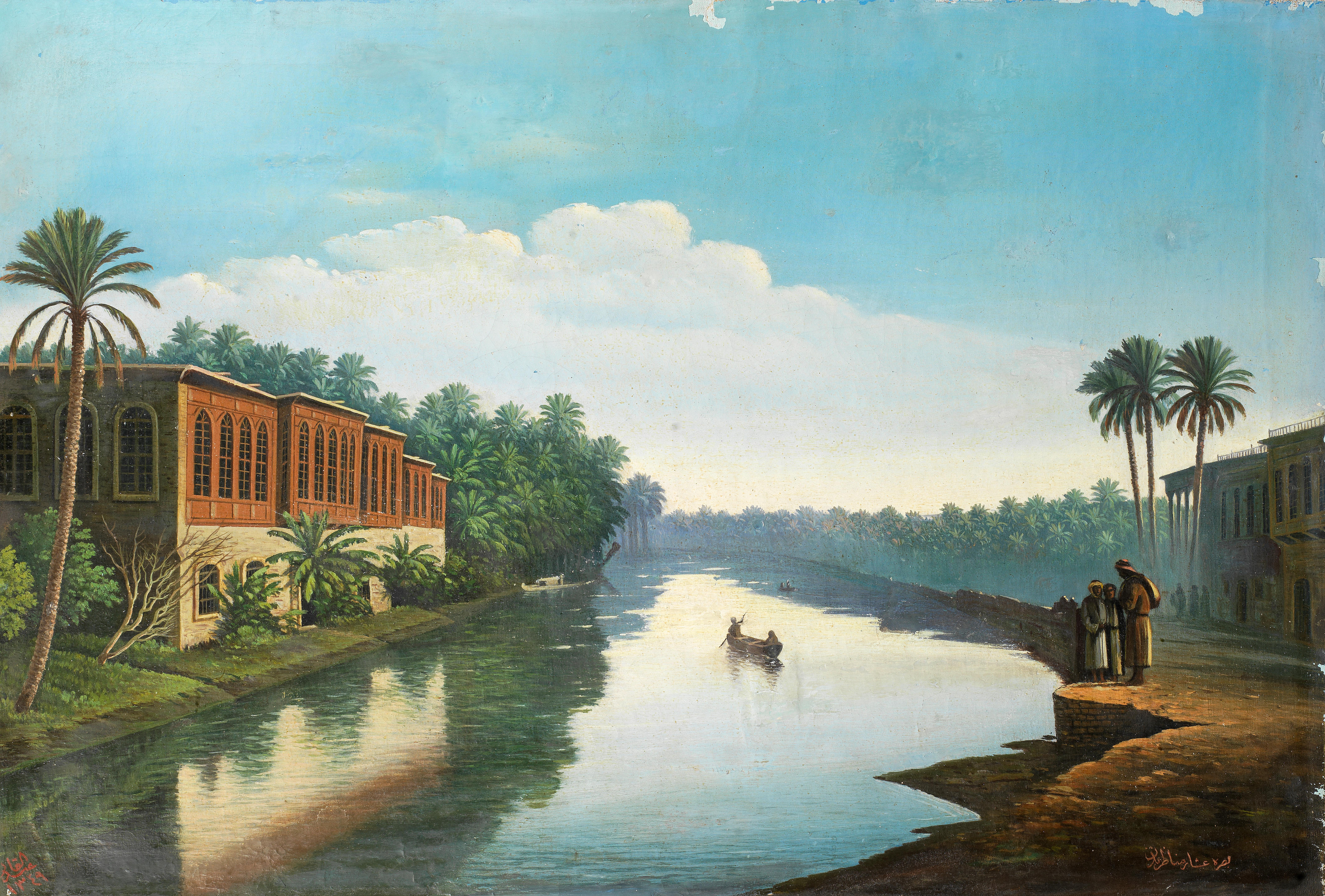
العشار، 1930. ملكية خاصة (بيعت في مَزاد بونهامز مُقابل (129,136$)
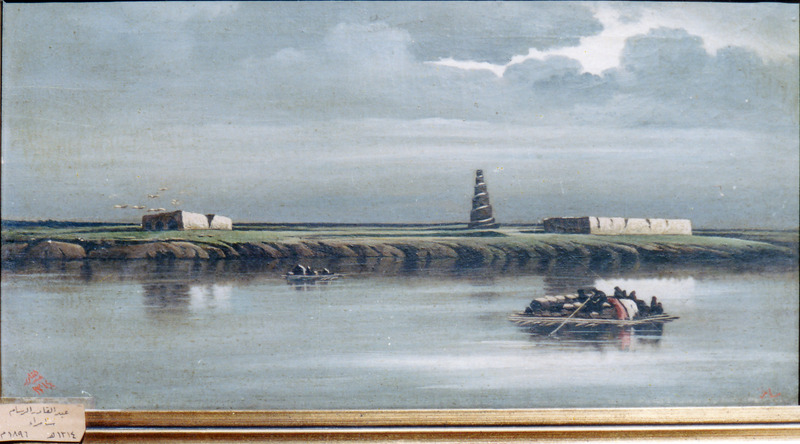
سامراء، 1896. المتحف العراقي للفن الحديث.
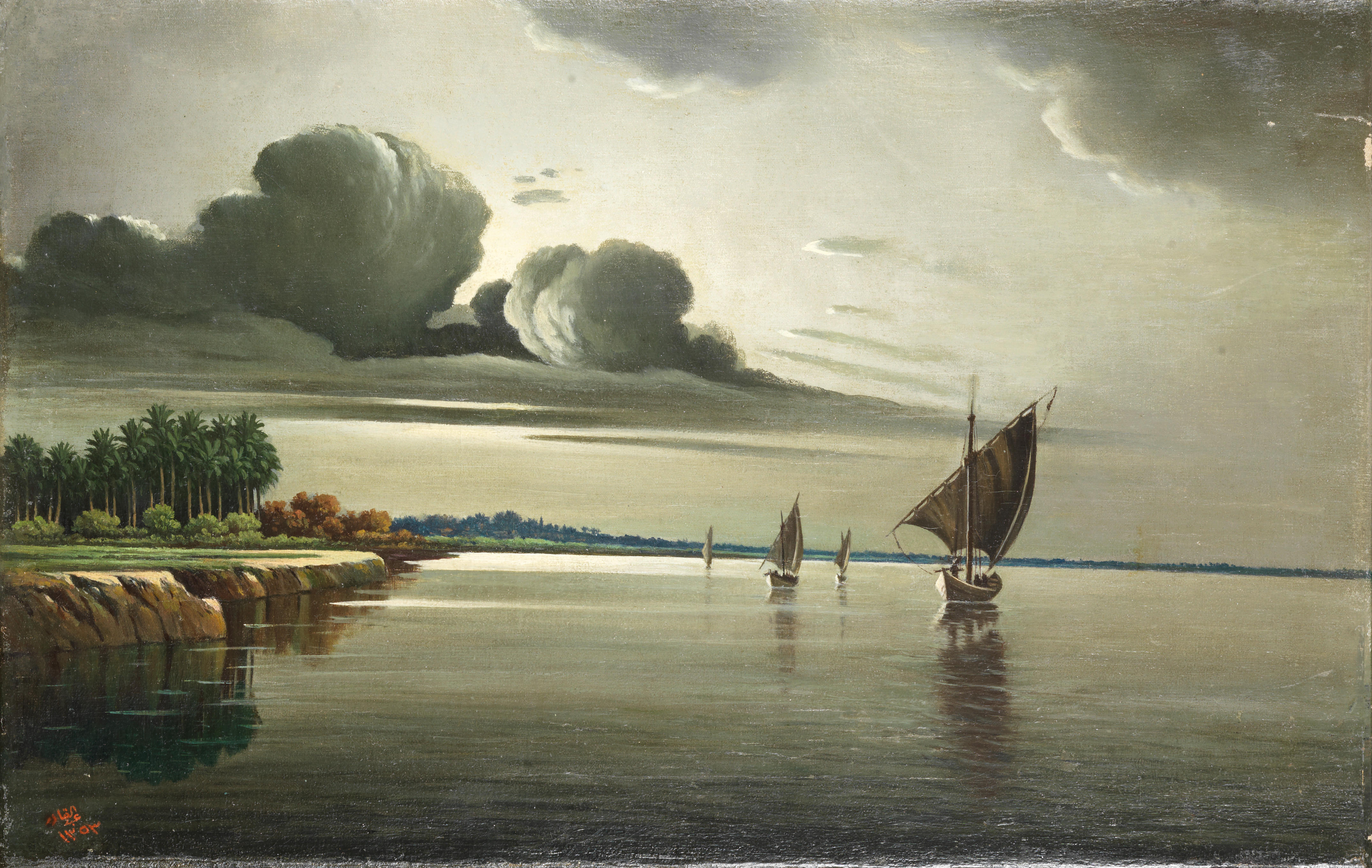
مَنظر لدجلة، 1934. ملكية خاصة (بيعت في مَزاد بونهامز مُقابل (62,272$)
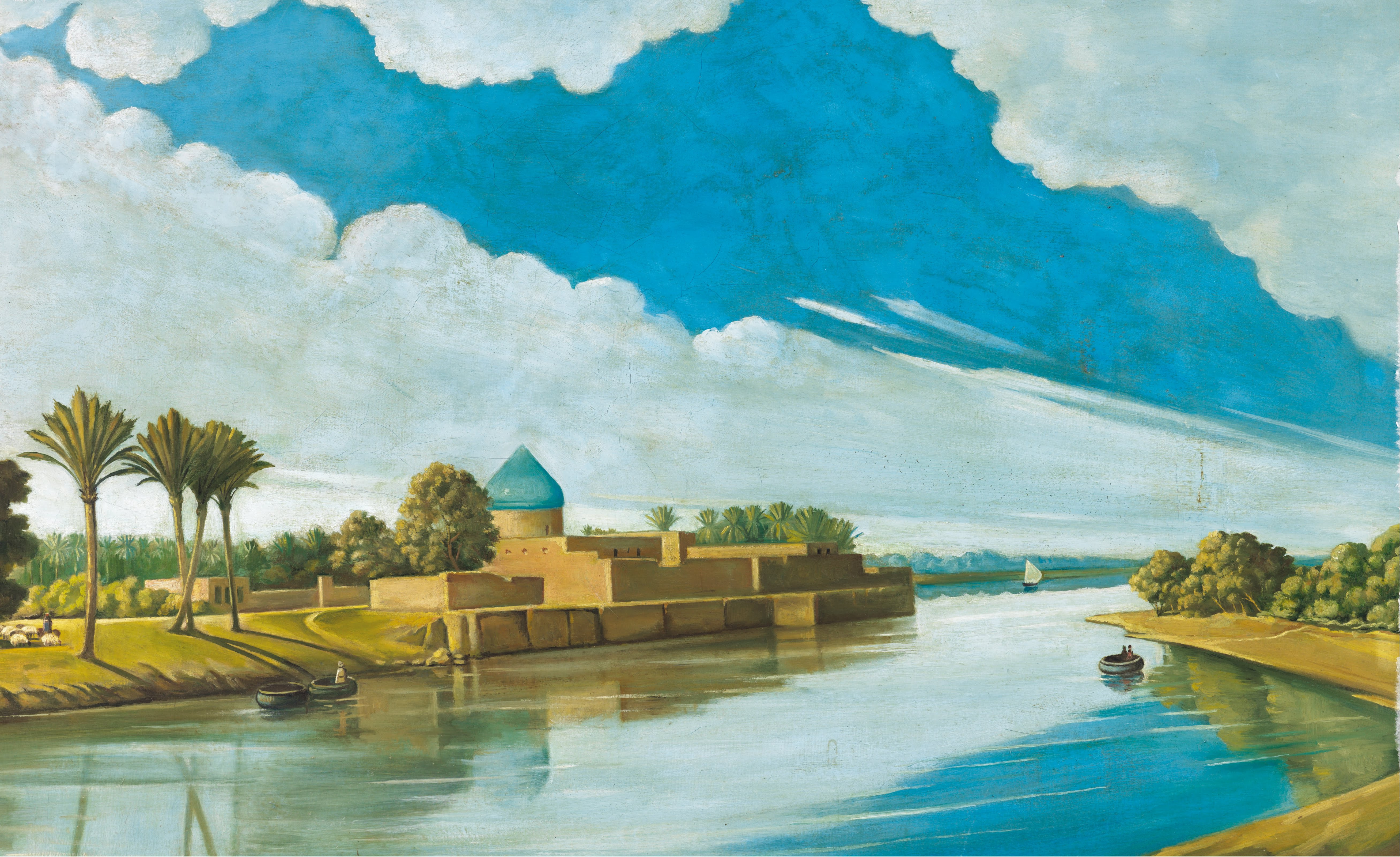
مشهد نهر على ضفاف دجلة، 1920، المتحف العربي للفن الحديث.
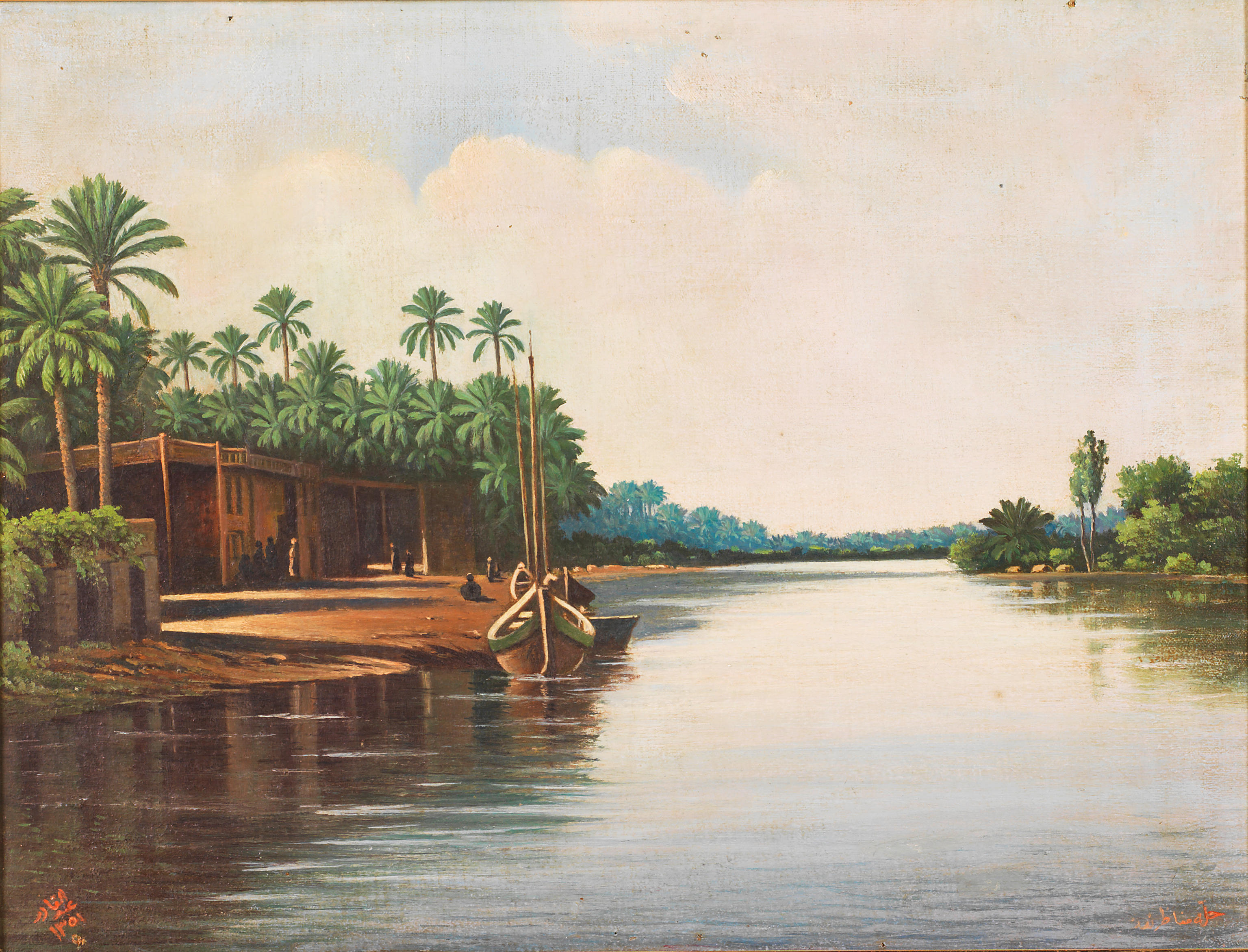
بدون عنوان، 1932. ملكية خاصة (مَعروضة في مَزاد بونهامز مُقابل (20,000$)
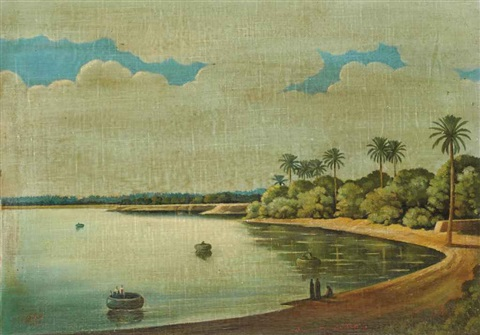
نزهة على طول نهر دجلة، 1901. ملكية خاصة.
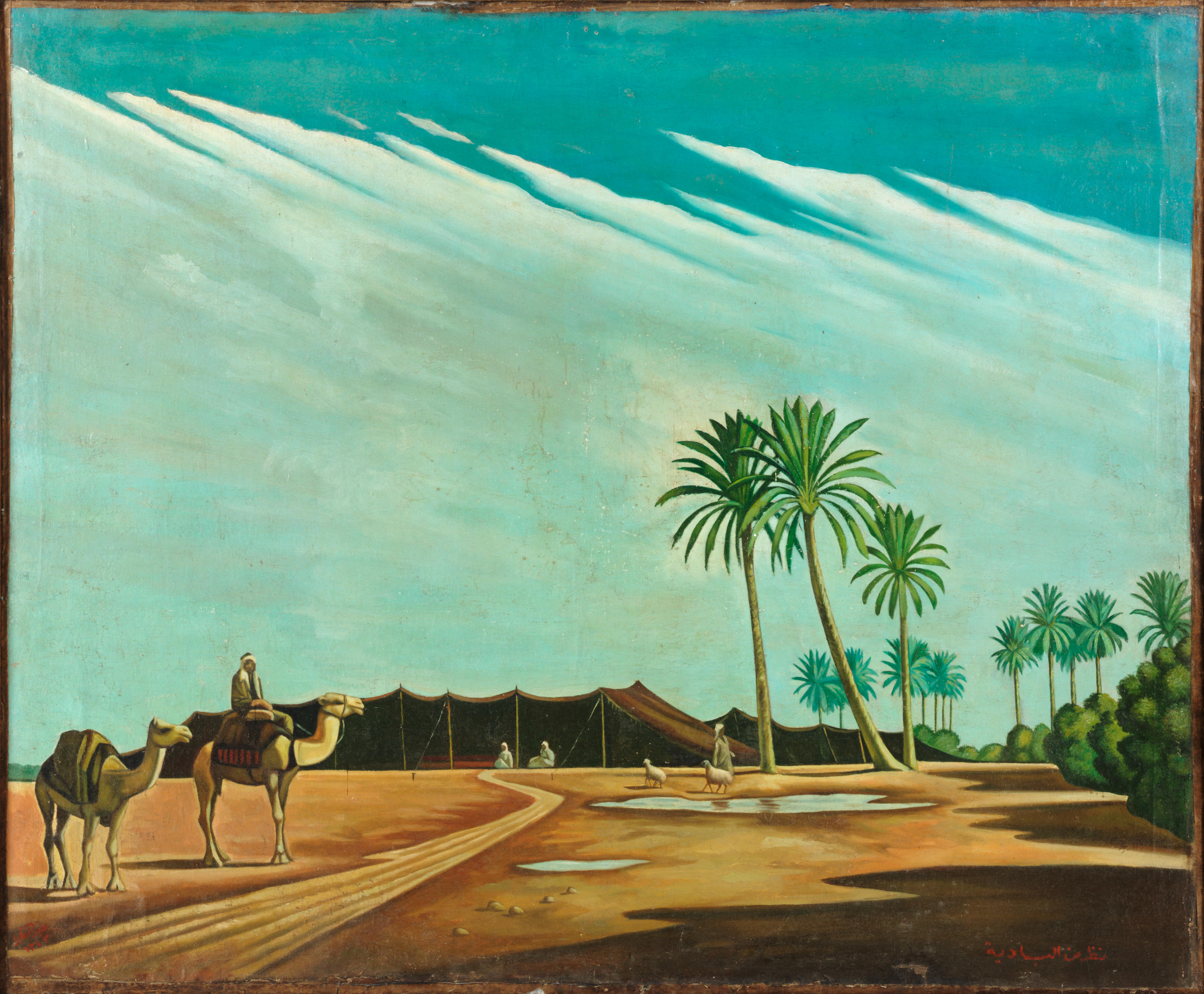
منظر من البادية، 1944. ملكية خاصة (بيعت في مَزاد بونهامز مُقابل (81,940$)
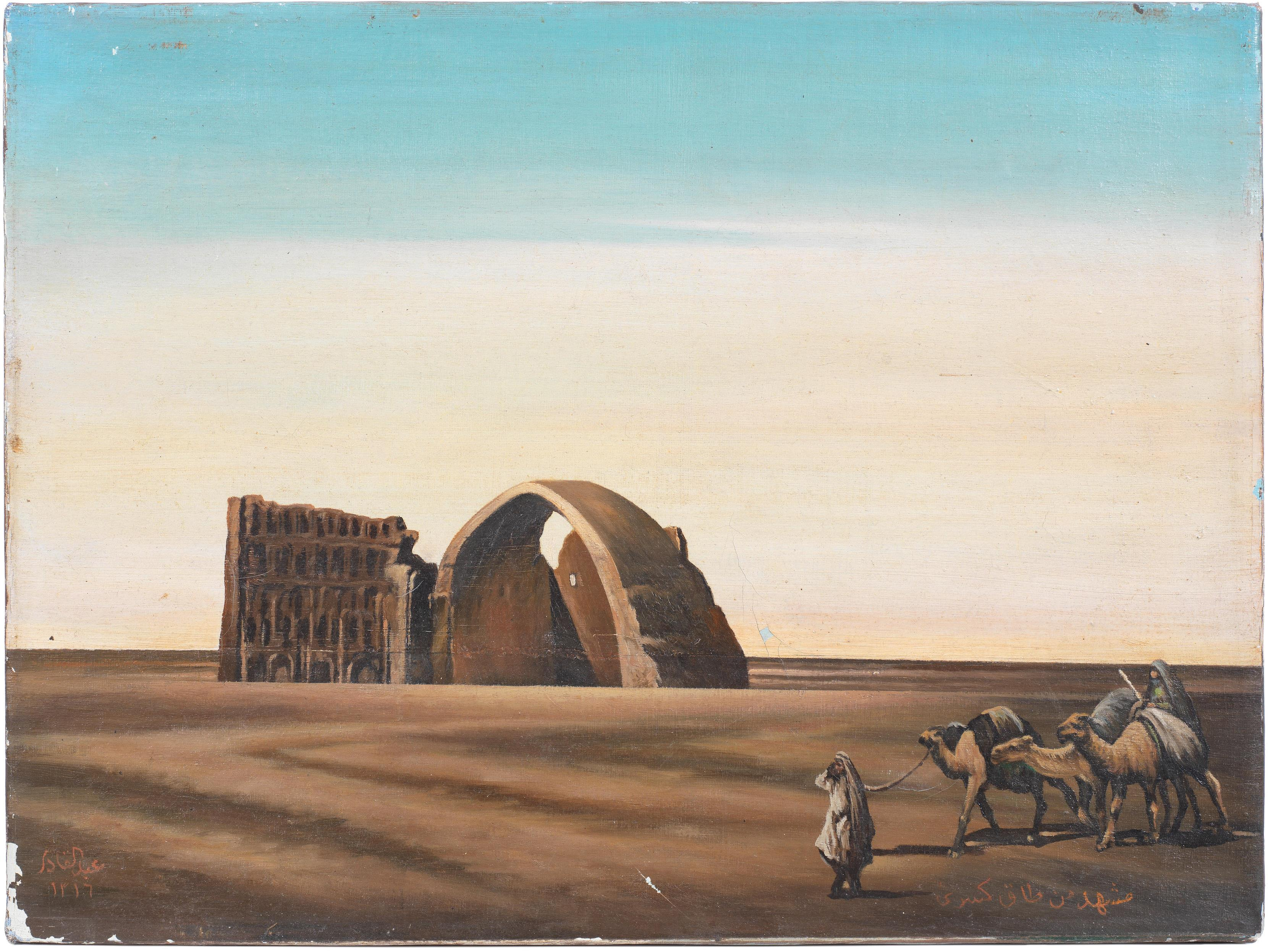
طاق كسرى، 1899. ملكية خاصة (مَعروضة في مَزاد بونهامز مُقابل (33,000$)
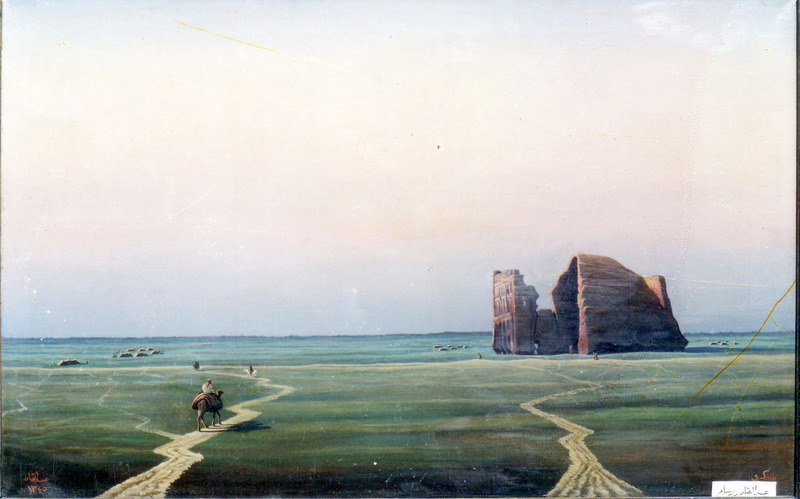
طاق كسرى، 1926. المتحف العراقي للفن الحديث.
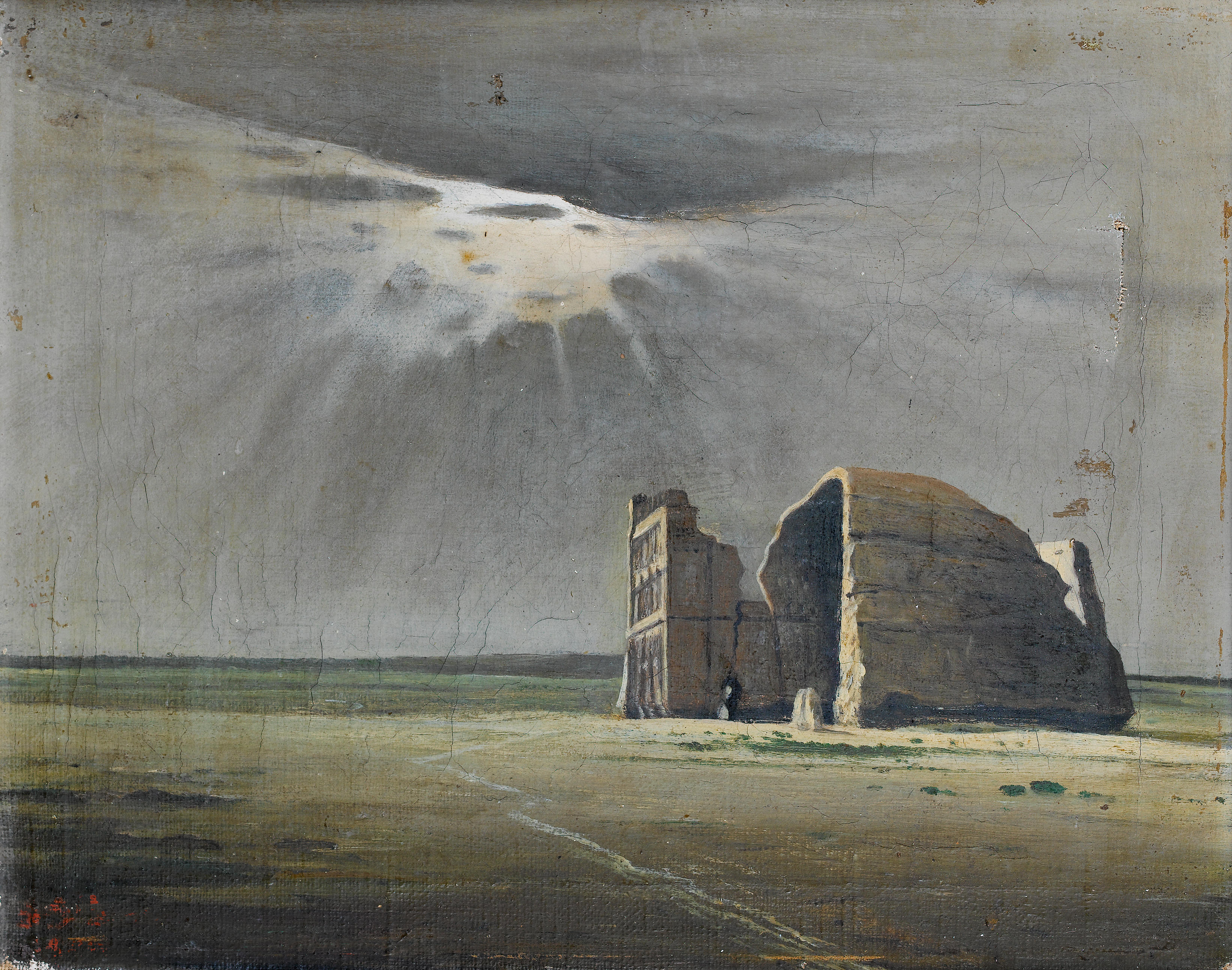
طاق كسرى، 1940. ملكية خاصة (بيعت في مَزاد بونهامز مُقابل (9,600$)
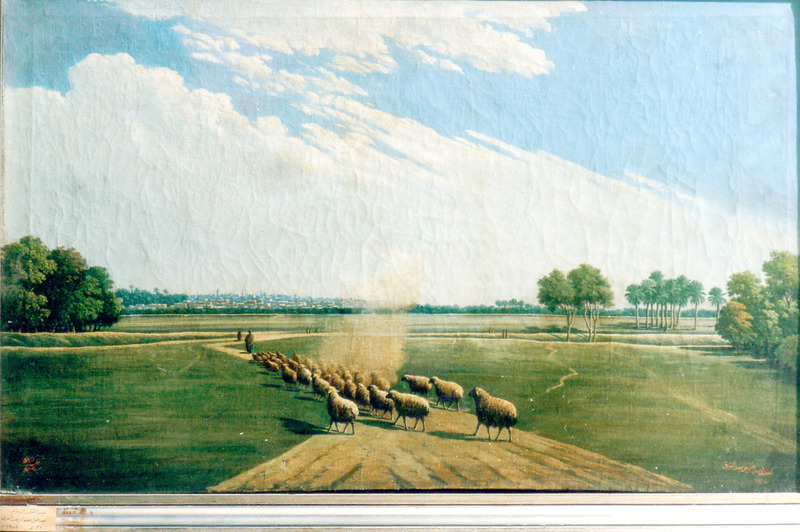
فيضانات بغداد، 1904. المتحف العراقي للفن الحديث.
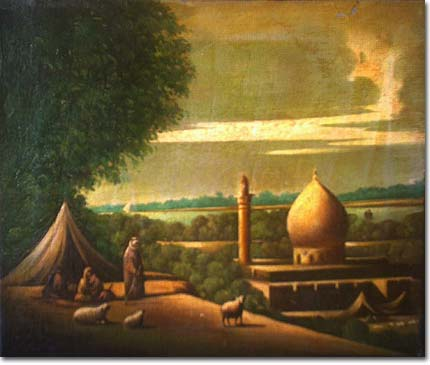
منظر لبغداد، 1915. ملكية خاصة.
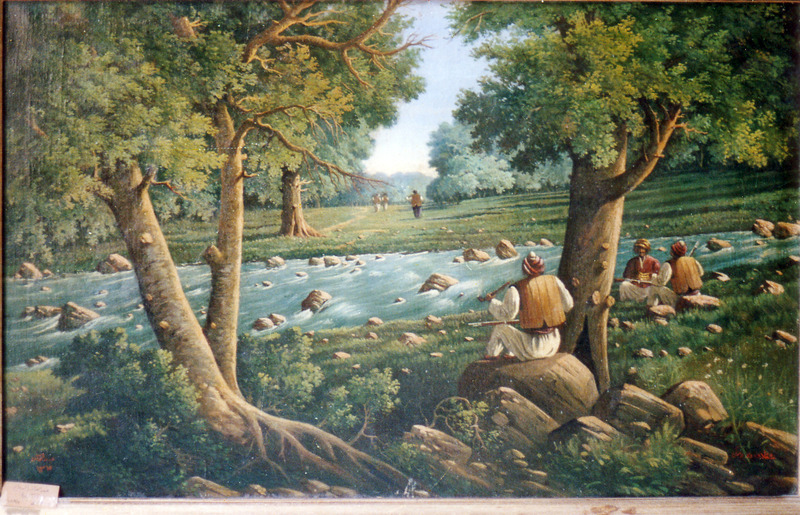
بدون عنوان، 1930. المتحف العراقي للفن الحديث.
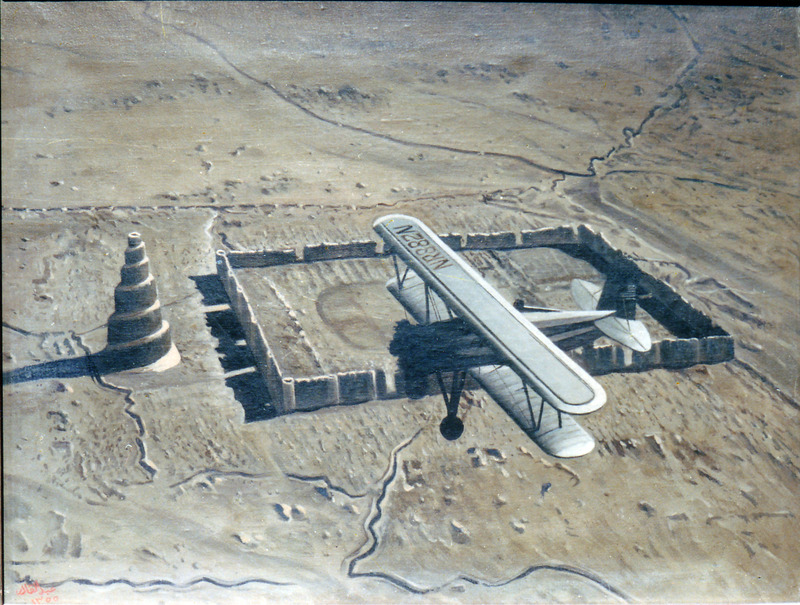
بدون عنوان، 1936. المتحف العراقي للفن الحديث.
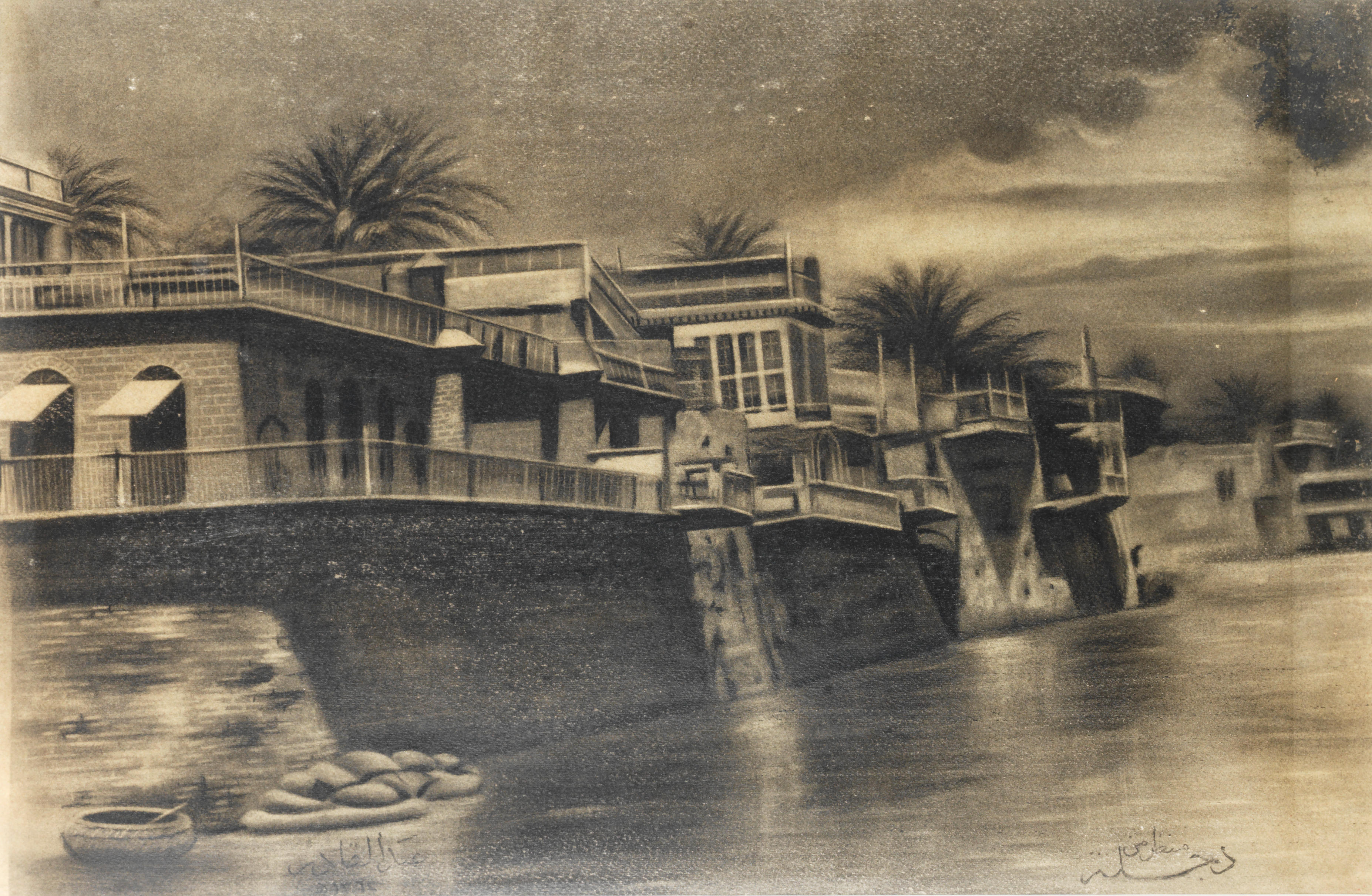
منظر لدجلة، 1944. ملكية خاصة.